# Osteodensitometria
L'osteodensitometria (o assorbimetria bifotonica a raggi X) è un esame non invasivo per il paziente, tramite il quale viene calcolata la densità minerale ossea (DMO), che rispecchia il contenuto di calcio nell'osso e che risulta ridotta in presenza di osteoporosi.
Non esiste una sintomatologia tale da permettere una facile diagnosi dell'osteoporosi; tramite la DMO è possibile quindi diagnosticare tale malattia prima dell'insorgenza di eventuali fratture, valutandone anche la gravità nel paziente.